# Maglóca
Maglóca é um município da Hungria, situado no condado de Győr-Moson-Sopron. Tem 5,77 km² de área e sua população em 2015 foi estimada em 93 habitantes.